# 罗西耶尔 (塔恩省)
罗西耶尔（法語：Rosières，法語發音：[ʁozjɛʁ]）是法国奧克西塔尼大區塔恩省的一个市镇，属于阿尔比区。

## 地理
罗西耶尔（44°2'40"N, 2°10'59"E）面积10.55 平方千米，位于法国奧克西塔尼大區塔恩省，该省份为法国南部内陆省份，北起顺时针与阿韦龙省、埃罗省、奥德省、上加龙省和塔恩-加龙省接壤。
与罗西耶尔接壤的市镇（或旧市镇、城区）包括：卡尔莫、勒加里克、圣热姆、圣让德马尔塞勒、瓦尔德里耶斯。

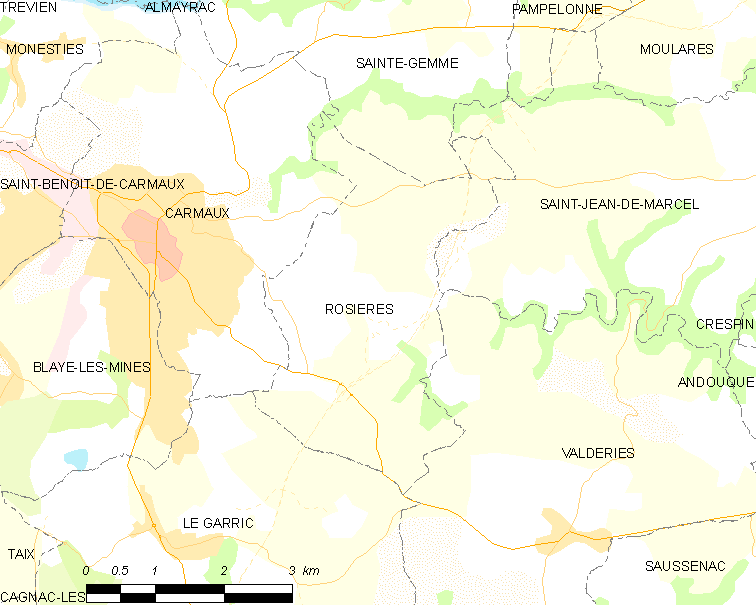
的OSM定位图

罗西耶尔的时区为UTC+01:00、UTC+02:00（夏令时）。

## 行政
罗西耶尔的邮政编码为81400，INSEE市镇编码为81230。

## 政治
罗西耶尔所属的省级选区为卡尔莫第一县。

## 人口

1962-2008年间人口变化图示

罗西耶尔于2022年1月1日时的人口数量为722人。